# فورتوري
فورتوري (بالإيطالية: Fortore) هو نهر يتدفق عبر مقاطعات بينيفينتو وكامبوباسو وفودجا في جنوب إيطاليا. يبلغ طوله 110 كم.